# Amt Krakow am See
Het Amt Krakow am See is een samenwerkingsverband van 5 gemeenten in het  Landkreis Rostock in de Duitse deelstaat Mecklenburg-Voor-Pommeren. Het Amt telt 8.692 inwoners. Het bestuurscentrum bevindt zich in de stad Krakow am See.
Het Amt ontstond in 1992. In 2004 werden de gemeenten van het toen opgeheven Amt Lalendorf aan het Amt toegevoegd.

## Gemeenten
Het Amt bestaat uit de volgende gemeenten:
1. Dobbin-Linstow (502)
2. Hoppenrade (637)
3. Krakow am See, stad (3.412)
4. Kuchelmiß (616)
5. Lalendorf (3.525)